# 5978 Kaminokuni
5978 Kaminokuni este un asteroid din centura principală de asteroizi.

## Descriere
5978 Kaminokuni este un asteroid din centura principală de asteroizi. A fost descoperit pe 16 noiembrie 1992 la Kitami de Kin Endate și Kazuro Watanabe. Asteroidul prezintă o orbită caracterizată de o semiaxă mare de 2,23 ua, o excentricitate de 0,11 și o înclinație de 6,7° în raport cu ecliptica.